# Jasudži Mijazaki
Jasudži Mijazaki (japonsky 宮崎康二; 15. října 1916, Kosai – 30. prosince 1989) byl japonský plavec. Na olympijských hrách 1932 v Los Angeles získal zlaté medaile v závodě na 100 metrů volným způsobem a ve štafetě 4 × 200 metrů volným způsobem. Po návratu do Japonska studoval na univerzitě Keió a přestal závodně sportovat, byl však trenérem/kapitánem univerzitního plaveckého oddílu. Po válce, v roce 1954 se přestěhoval do města Nišinomija (v prefektuře Hjógo), kde po dobu 18 let byl předsedou Japonské plavecké federace.